# Eigil Knutsen
Eigil Knutsen (* 28. Oktober 1988 in Haugesund) ist ein norwegischer Politiker der sozialdemokratischen Arbeiderpartiet (Ap). Seit 2017 ist er Abgeordneter im Storting.

## Leben
Knutsen stammt aus Karmøy. In den Jahren 2008 bis 2013 studierte Knutsen Wirtschaftswissenschaften an der Universität Bergen, das er im Jahr 2013 mit einem Masterabschluss beendete. Während seines Studiums engagierte er sich auch in der Parteijugend Arbeidernes Ungdomsfylking (AUF). Zwischen 2011 und 2012 stand er der AUF in Bergen vor. Danach betätigte er bis 2015 in der Forschung. In den Jahren 2015 bis 2017 arbeitete er als politischer Berater bei der Kommune Bergen. Dort war er für Harald Schjelderup, dem Vorsitzenden des Byråds, tätig.
Knutsen zog bei der Parlamentswahl 2017 erstmals in das norwegische Nationalparlament Storting ein. Dort vertritt er den Wahlkreis Hordaland und wurde zunächst Mitglied im Finanzausschuss. Im Januar 2018 wechselte er in den Arbeits- und Sozialausschuss, bevor er im Oktober 2019 wieder in den Finanzausschuss zurückkehrte. Im Anschluss an die Wahl 2021 wurde Knutsen Vorsitzender des Finanzausschusses und Mitglied im Arbeiderpartiet-Fraktionsvorstand. Im März 2024 gab er bekannt, bei der Stortingswahl 2025 nicht mehr erneut kandidieren zu wollen. Zugleich beendete Knutsen seine Tätigkeit als Vorsitzender des Finanzausschusses. Er wurde daraufhin einfaches Mitglied im Finanzausschuss und schied aus dem Fraktionsvorstand aus.

## Positionen
Knutsen gehört zu den Befürwortern einer verstärkten Zusammenarbeit der Arbeiderpartiet mit der grünen Miljøpartiet De Grønne (MDG).